# Metaemene yakushimaensis
Metaemene yakushimaensis là một loài bướm đêm trong họ Erebidae.